# 上法蘭西大區
上法蘭西大區（法語：Hauts-de-France，法語發音：[o də fʁɑ̃s] ⓘ）是法国的一个大区，其根據2014年大區重劃由北部-加來海峽、皮卡第兩個大區合併而成，2016年1月1日起生效。

## 组成部分

### 北部-加来海峡
原是法国北部一個大区，北與比利時接壤。面积12,413km²。下轄北部省（59）、加來海峽省（62）。其首府是里尔。北部-加来海峡位在皮卡第的北邊，其北邊和東邊和比利時相連，北邊是英吉利海峽，西北邊是北海。北部-加来海峡區域的大部份曾是低地国家中南尼德蘭的一部份，在神圣罗马帝国中勃艮第公國的統治下，後來先後被西班牙及奧地利統治。在1477年至1678年之間漸漸的成為法國的一部份，尤其是在路易十四在位的時期。歷史上在北部-加来海峡出現前，這個地區的行省為阿图瓦、法國法蘭德斯及法國埃諾，也有一部份屬於皮卡第，當時的居民仍常常使用這些以前的名稱。
北部-加来海峡的面積為12,414 km2，但其人口密度相當高，人口密度為每平方公里330.8人，總人口410萬人，約佔法國人口的7%，是全法國人口第四多的地區，其中有83%住在城市中。其行政中心和最大城市是里尔，第二大城市是加來，是歐陸重要的經濟及交通中心，離英吉利海峽另一側，英國的多佛尔只有42（26英里），在晴天時還可看到多佛白色懸崖，其他的主要市鎮有瓦朗謝訥、朗斯、杜埃、贝蒂讷、敦克爾克、莫伯日、濱海布洛涅、阿拉斯、康布雷及圣奥梅尔。

### 皮卡第
皮卡第（法語：Picardie）是法国的一个大区，它下属三个省：埃纳省（02）、瓦兹省（60）和索姆省（80）。
“皮卡第”一词出现于1248年，是从“picard”也就是“piocheur”（挖地者，引申為勤勞者、苦讀的學生）衍生而来。当时巴黎人将所有在桑利西（Senlisis）和瓦卢瓦森林北方地区生活的农民称为“piocheur”；而在法国的北方，那些不讲弗拉芒语的人被称为“picard”。这些地区包括阿拉斯、滨海布洛涅、加来以及图尔奈，而来自这些地方的学生在巴黎和奥尔良就成了“皮卡第人”。

## 名稱由來
上法蘭西大區合併之初，暫時以北部-加来海峡與皮卡第兩舊有大區直接合併北部-加来海峡-皮卡第來稱呼。2016年3月14日，大區議會通過上法蘭西作為未來永久的名稱，同年10月1日正式生效。
如同大東部大區與直至2015年仍名為中央的中央-盧瓦爾河谷大區，這些名稱與其歷史淵源或者區域特色無關，僅表示其在法國本土的相對位置。

## 地理

十八世紀歐西坦尼亞的各行省分布
皮卡第 (行省)
法蘭西島行省
阿图瓦
法國法蘭德斯
法國埃諾
康布雷西
香檳
其他

上法蘭西大區面积超过31813平方公里（12283平方英里），東北鄰比利時，西北與聯合王國間有英吉利海峽相隔，東南接大東部大區，南方為法蘭西島大區，西南與诺曼底大区為鄰。

### 行政区划
| 编号 | 省份           | 省会   | 区 | 县 | 市镇 |
| ---- | -------------- | ------ | -- | -- | ---- |
| 02   | 埃纳省（Aisne）     | 拉昂   | 5  | 21 | 800  |
| 59   | 诺尔省（）     | 里尔   | 6  | 41 | 648  |
| 60   | 瓦兹省（Oise）     | 博韦   | 4  | 21 | 686  |
| 62   | 加来海峡省（Pas-de-Calais） | 阿拉斯 | 7  | 39 | 891  |
| 80   | 索姆省（Somme）     | 亚眠   | 4  | 23 | 779  |

## 歷史
此地區的北部曾經是佛蘭德伯國的一部份，該國首都是杜埃，有些人希望反映此區域和比利時及荷蘭的歷史關係，因此稱此地為「法屬低地國」（法語：Pays-Bas français，荷語：Franse Nederlanden或Franse Lage Landen），其他的名稱有Région Flandre(s)-Artois、Hauts-de-France（上法國）及Picardie-du-Nord（北皮卡第）。已有許多請願書提出希望更改的名稱、其影響及其重要性。

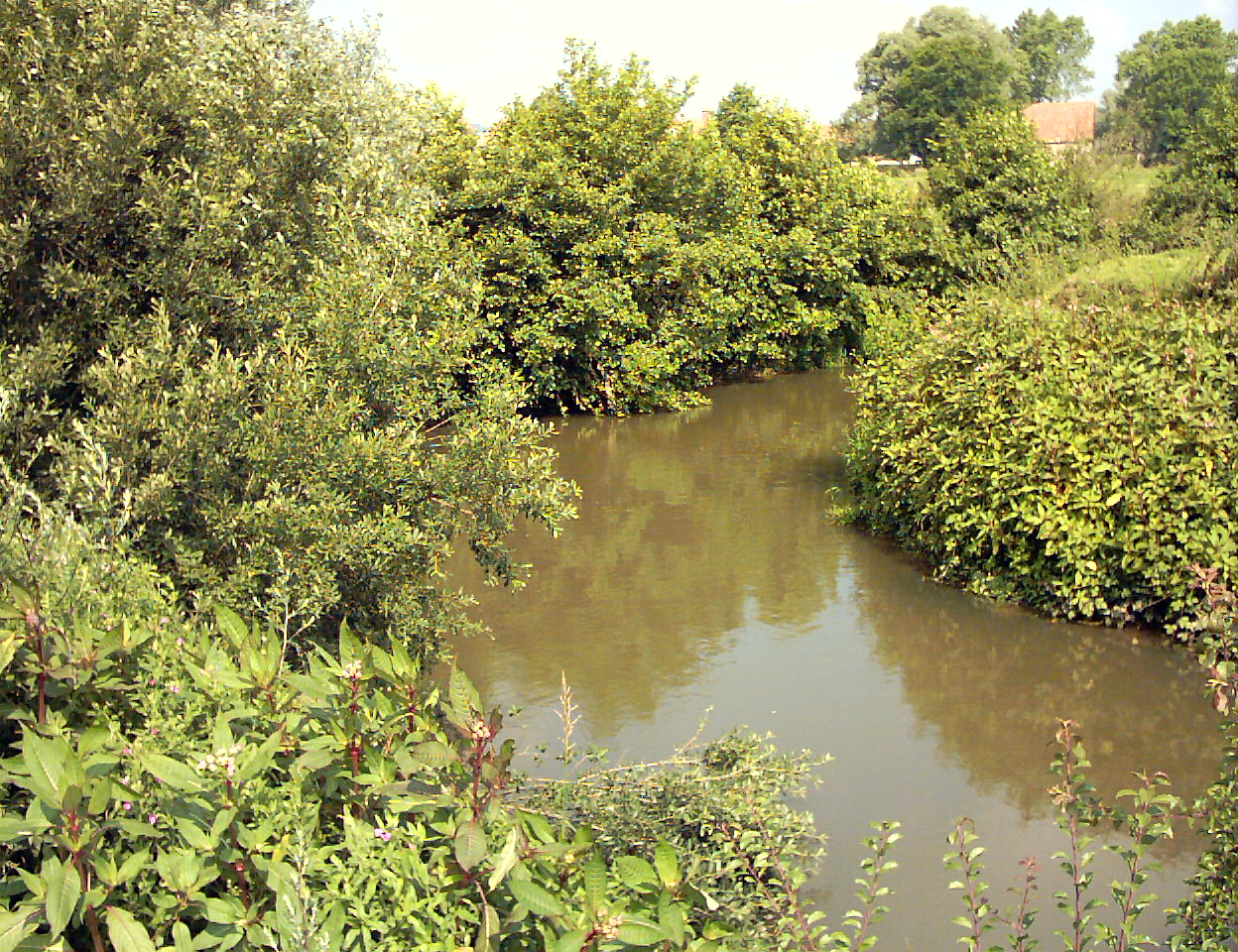
加來海峽省的Liane河

此地在史前時代就有人居住，一直是歐洲的戰略要地之一（因此也是有過最多戰爭的地方之一）。出生在里爾的法國總統夏爾·戴高樂曾因入侵法國的軍隊都會經過此地，因此稱此地為「致命大道」。幾個世紀以來，有許多國家或民族曾佔領此地，像是贝尔盖人、羅馬人、日耳曼的法蘭克人、英國、西屬尼德蘭、奧屬尼德蘭及荷蘭共和國。18世紀初此地被法國統治，但在第一次及第二次的世紀大戰中，此區域的部份地區都被德軍占領。
在第九世紀時，大部份里爾的居民說的是中荷蘭的方言，不過此區域南部的居民則說罗曼语族的方言，直到如今，在地名的命名上仍可以看出上述的語言邊界。自第九世紀起，語言邊界慢慢的往北及往東移動，在十三世紀末，語言邊界移到利斯河（river Lys）以南，Cap-Griz-Nez以東。

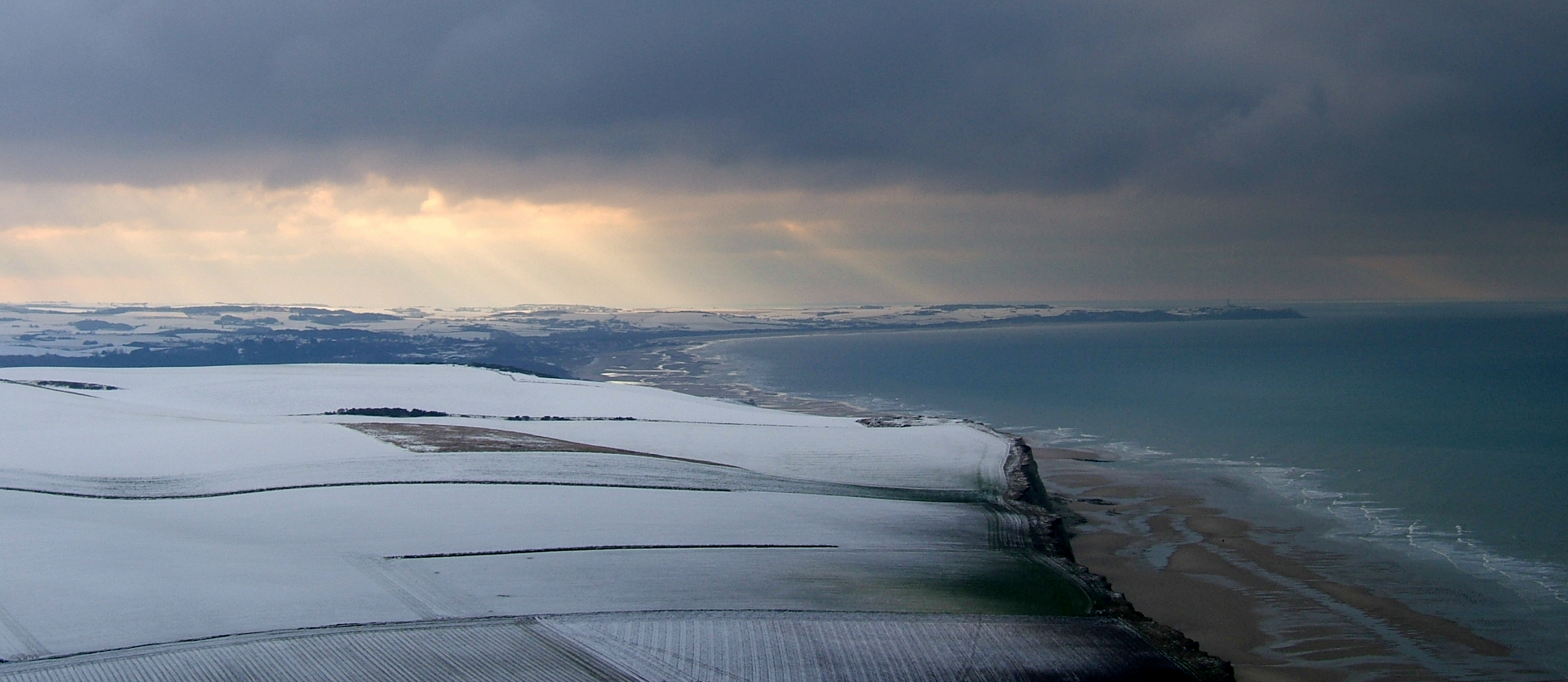
Cap Blanc Nez的冬天

中古時期時，加來海峽地區是由布洛涅伯國及阿圖瓦伯國組成，而諾爾（Nord）主要是由佛兰德伯国及埃諾伯國的南部組成。布洛涅、阿圖瓦及法蘭德斯是法國王室的封地，埃諾屬於神聖羅馬帝國。加来從1347年到1558年都是英國的屬地，一直到1558年才變為法國的領土。在15世紀時，除了加来之外，此地區其他部份都是受勃艮第统治者統治，他還統治其他法國北部、以及現在比利時、盧森堡及荷蘭的部份地區。在1477年勃艮第公爵勇士查理死後，布洛涅及阿圖瓦成為法國的屬地，而法蘭德斯及埃諾由他的女兒瑪麗繼承。不久之後的1492年，阿圖瓦被割讓給瑪麗的兒子腓力一世，部份原因是希望他父親神聖羅馬帝國的馬克西米利安一世可以在法皇查理八世入侵義大利時表示中立。

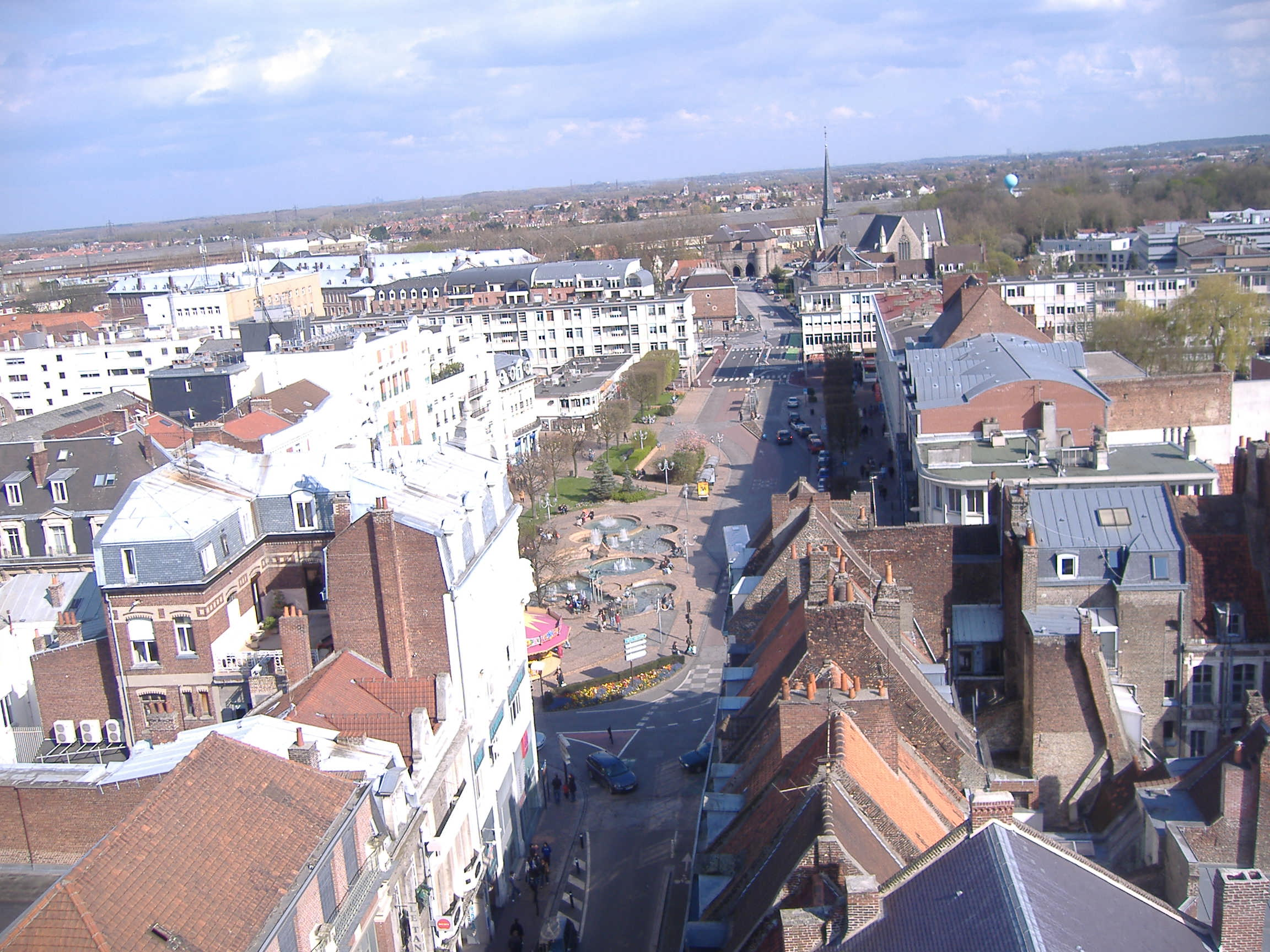
杜埃

因為瑪麗和哈布斯堡王朝的結婚，大部份現今是北部-加来海峡大區的領土都已成為勃艮第公爵的屬地，在腓力的兒子查理五世即位時，此地區是尼德蘭的十七省之一，後來又繼承給腓力二世。在意大利战争時法國和西班牙在此處有許多的衝突，但1566年尼德蘭反抗西班牙時，這些現在稱為北部-加来海峡的地區是最忠於西班牙皇室的，也是帕爾馬公爵使尼德蘭南部回到西班牙掌控的重要基礎。這也是法国宗教战争時，西班牙支持法國的原因。

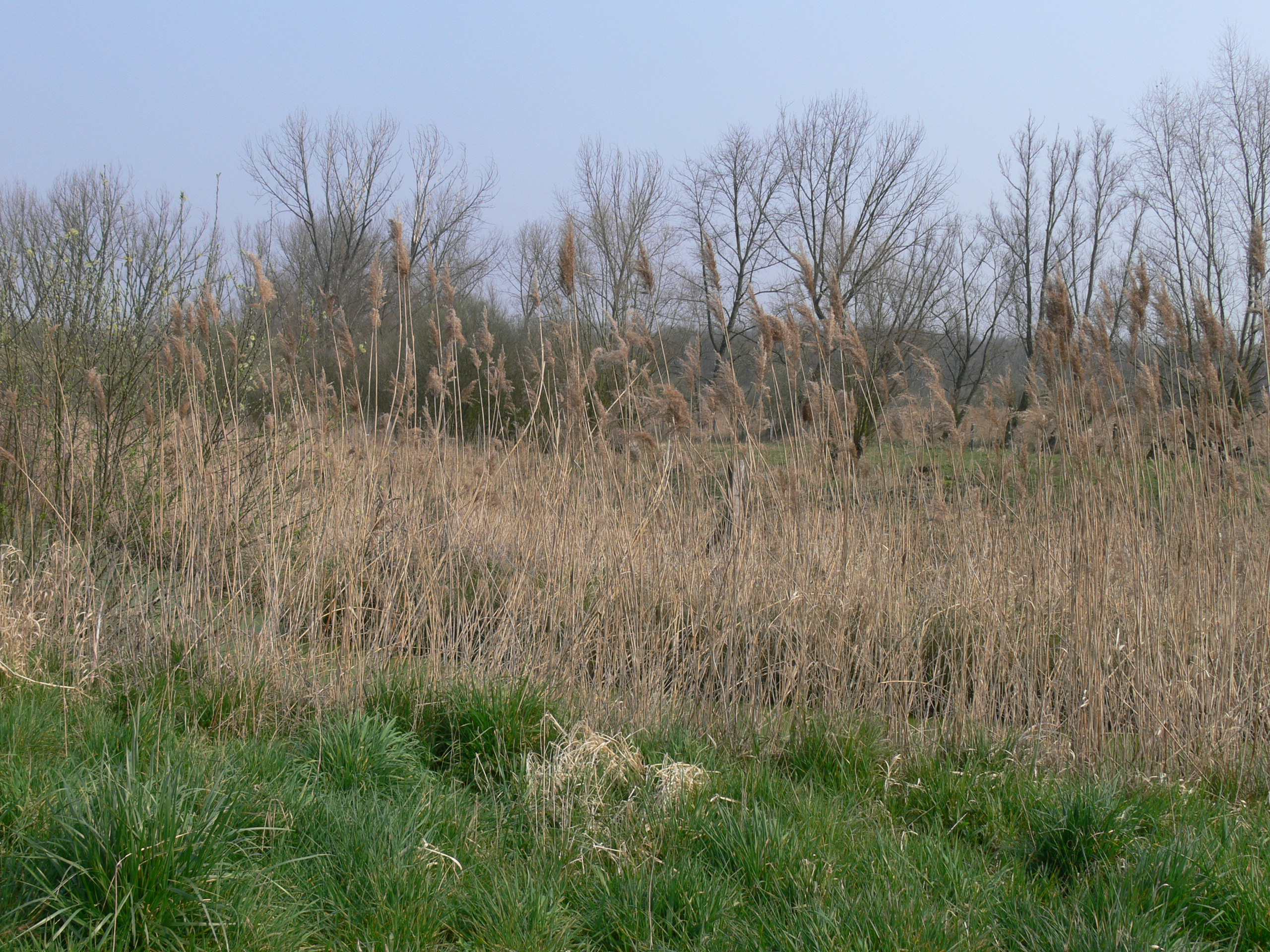
Vred沼澤自然保護區

在十七世紀法國及西班牙的戰爭時（1635–1659、1667–1668、1672–1678、1688–1697），此地區是爭議的爭點之一，也漸漸的成為法國的屬地。在1659年開始阿圖瓦吞併，之後現今稱為諾爾的地區都在1678年奈梅亨條約時確定，邊界在1697年在賴斯韋克條約時變的更加明確。
這些地區以往曾被分為法國的佛蘭德斯、阿圖瓦及皮卡第，在1789年法国大革命時分為現今的二部份。在拿破仑一世時，法國版圖已延伸到佛蘭德斯全地以及現今的比利時，一直到1815年维也纳会议時讓法國領土回到革命前的領土為止。
在十九世紀時，此地區是主要的工業地區，是法國領先的工業化區域之一，僅次於阿爾薩斯-洛林。1870年的普法戰爭幾乎沒有影響到此一地區，戰後因為阿爾薩斯和洛林都割讓給德國，北部-加来海峡大區成為法國的首要工業化地區，但在二十世紀的二次大戰中，受到了災難性的破壞。

### 第一次世界大戰
第一次世界大戰時，此區域因為煤及礦產而成為協約國及同盟國爭奪的戰略要地。當德軍從比利時入侵時，此地區是最早被攻陷的區域之一。不過當協約國在第一次馬恩河戰役打敗同盟國後，協約國前進到阿拉斯。後面的四年，此區域分為二部份，德軍佔領法國佛蘭德斯及康布雷，而協約國控制阿拉斯及朗斯，雙方都希望完全控制此區域。
最後是由加拿大軍打敗此區域的同盟軍，但全區損失慘重，阿拉斯90%的地區被毀。北部-加来海峡是一次大戰的重要衝突點之一，在1914年到1918年發生了多次的戰役，包括索姆河战役、維米嶺戰役、阿圖瓦戰役、洛斯戰役及康布雷戰役，現今在當地有650個軍人紀念碑，大部份是英軍及加拿大軍的，也有像加拿大国家维米纪念碑及圣母洛雷托国家公墓等大型的紀念碑。

### 第二次世界大戰
在二戰大戰德軍佔領法國時間，此地區是由比利時及北法蘭西軍事行政區管理下，是由位在布魯塞爾的德意志國防軍統治。當時北部-加来海峡用來架設复仇武器，包括攻擊英國的V-1飛彈及生產V-2火箭及V-3炮的地堡。在同盟國的十字弓行動中有轟炸此地區許多的村莊。北部-加来海峡的大部份地區在1944年九月已被同盟國收復，而敦克爾克到1945年5月才收復，是最後收復的法國村莊。

### 戰後
戰後此地區曾經歷幾次經濟的困境，在英法海底隧道開通，交通量上昇後，經濟已獲好轉。

## 人口
此區域主要語言是法語，主要的少數語言族群有二種：西佛萊明人，其證據是此處有許多荷式的地區名稱，而且有族群的語言是西佛萊明語，一種荷語的方言（在敦刻尔克区附近的北部-加来海峡大區及佛蘭德約有二萬人每天說西佛蘭德語，估計有四萬人偶爾使用）。
另一個族群是說皮卡第语（Picard，自1980年代還存留的幾近絕滅語言），与被推广为国语的法兰西岛使用的法兰西岛方言（francien）是不同的，它在十八世纪达到了顶峰：它的使用范围包括目前的皮卡第大区全境（除了瓦兹省和索姆省的南部）、加来海峡省、北部省（除了敦刻尔克）、部分比利时埃諾省（蒙斯和图尔奈地区）。至十九世纪初，皮卡第语在博韦、努瓦永和韦尔万南部已不再使用，而成为一种乡间土语。雖然鄰近的比利時認可佛萊明語及皮卡第語，但法國政府的語言政策仍獨尊法語，忽略這兩種語言及其他國內語言的存在。
此地種族的複雜是受到多波移民潮的影響：1910年前的比利時人、1920年代及1930年代的波蘭人及義大利人、1945年起的德國人、1960年代後的北非人及葡萄牙人。
此地區的居民，約85%信仰天主教，不過有些沒有固定參加彌撒；此區域也有人信仰新教，新教在此地有建立教會。來自北非的移民引入了伊斯蘭教，也有移民信仰佛教，人數不多，但正在增加當中。二次大戰時納粹佔領法國，有不少法國的猶太人當時被殺害，但此地有少量猶太人社群仍然活躍，而且已在此地有數百年之久。

## 經濟
2018年時上法兰西大区的国内生产总值（GDP）为1617亿欧元，是法國第五大的經濟體，占法国经济产出的6.9%；但這大區的人口也相當多，若考慮2018年的人均国内生产总值，此大區只在法國18大區中排名第13名。按购买力调整后的人均GDP为2.42万欧元，相当于同年欧盟27国平均水平的80%，每名员工产出的GDP为欧盟平均水平的101%。
2009年的失業率為12,8%，較全國平均失業率要高，尤其是18歲到25歲之間的失業最為顯著。
此大區的經濟主要是以第三产业為主，佔就業人口的75%，其他產業有製造業（23%）及農業。

### 農業及漁業
北部-加来海峡大區鄰近北海，有很強的水產業。
若以船隻容納量來看，滨海布洛涅港是法國第一大港，可容納150艘船，在2012年漁獲量超過45000噸。滨海布洛涅港也是歐洲重要的海鮮處理中心，每年交易38萬噸貝類，魚類及藻類。有超過140家公司在這裡。
農業部份有13800個农场经营，其土地面積到820,000公頃（2,000,000英畝），此大區的氣候溫和，土壤肥沃，也是重要的農業地區。北部-加来海峡大區年產小麥數量有二千萬噸，約佔全法國產量的7%，馬鈴薯產量則佔全法國的1/3。

### 工業
此大區的工業原來是以煤炭及紡織業為主，是歐陸工業革命的發源地之一。第二次世界大戰後時，許多來自歐洲的移民移入，補入戰爭時流失的當地人力。在1970年代時，煤炭及紡織業開始走下坡，失業率快速上昇，因此當地的產業開始轉型，一直到今天仍在轉型中，現今此大區的工業是以汽車業為主。

#### 汽車業
在1970年代，汽車業在此區產值的比重還不大。四十年後，汽車業是此區的主力產業，就業人口超過五萬五千人。
全球重要車廠中，有三個在此區設有工廠：豐田汽車在瓦朗謝訥有豐田Yaris工廠、雷諾汽車在杜埃有Scénic車廠，标致雪铁龙集团在略圣阿芒設有工廠，製造Peugeot 807、Citroën C8、Fiat Scudo、Peugeot Expert及Citroën Jumpy等車輛。此外，像佛吉亚等車輛零組件商有6200人在此工作。
上法蘭西大區在法國的汽車業排名第二名，僅次於巴黎區。當地汽車業的展會，里尔地区欧洲汽车论坛（FEAL），每二年進行一次，展示法國及全歐洲的新車。

#### 食品产业
上法蘭西大區的食品产业是以當地的農業為基礎，以收入來看，這是此大區最重要的產業，2006年輸出產值到32億歐元，2007年時此產業的就業人口超過27000人。像McCain Foods、Roquette Frères、邦迪埃勒及Boulangeries Paul等公司都在此地有據點

### 服務業

#### 米利耶家族
上法蘭西大區的服務業主要是由有多位百萬富翁的米利耶家族（Mulliez Family）主控，米里曳家族掌管此區域的超市及量販店，其中著名的有歐尚、迪卡侬及Leroy Merlin，也包括Flunch連鎖餐廳。米里曳家族也持有法國3 Suisses及Norauto公司及許多其他公司的股票。

## 交通

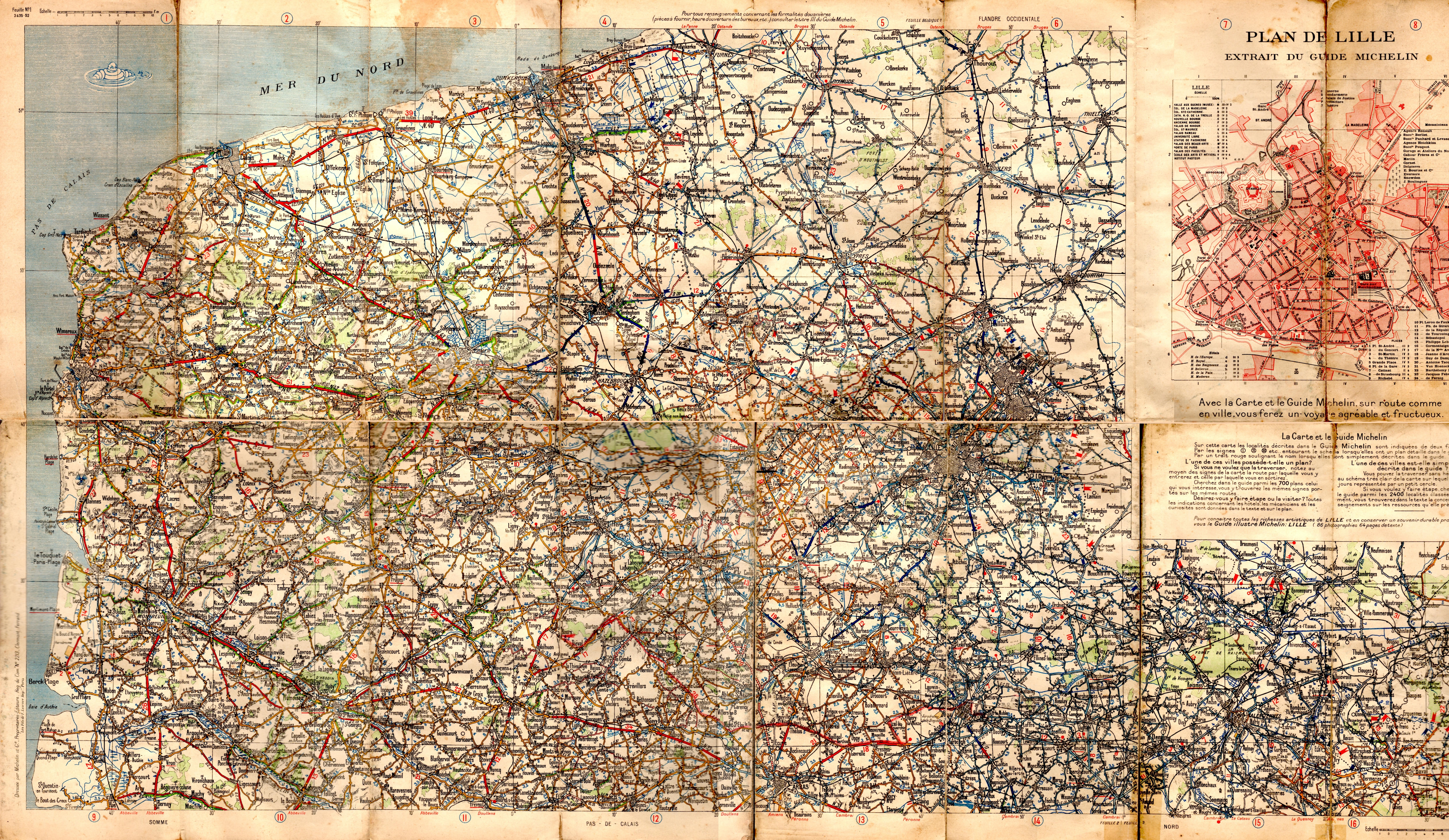
1920年代的北部-加来海峡大區地圖，有當時的公路及鐵路系統

此區域大部份的人口都住在市區，有高密度及複雜的交通系統，包括高速公路、鐵路、機場及海港。

### 高速公路
經過此區域的高速公路有九條，大部份不用收費：
- A1高速公路連接里爾及巴黎
- A2高速公路通往布魯塞爾
- A16高速公路連接敦刻尔克及巴黎
- A21高速公路連接布维尼及佩康库尔
- A22高速公路連接里爾及根特
- A23高速公路連接莱斯坎及瓦朗謝訥
- A25高速公路連接敦刻尔克及里爾
- A26高速公路連接加来及特鲁瓦
- A27高速公路連接里爾及图尔奈

### 鐵路

#### 英法海底隧道
自1994年起，北部-加来海峡大區和英國可以由英法海底隧道相連接，其中包括三個隧道（二個單向的隧道，以及一個供維護及緊急使用的隧道），全長38（24英里），是世界上海底部份最長的隧道。隧道整體結構50（31英里），連接法國的科凯勒及英國的福克斯通，從正式啟用到2012年，已有三億人乘坐高速鐵路歐洲之星通過隧道。除了歐洲之星外，英法海底隧道也有載運車輛的欧隧穿梭，以及其他貨運服務。

#### TER-Nord-Nord
TER-Nord是此區域的鐵路，由法国国家铁路營運，連結北部-加来海峡大區內的重要城市及市鎮，由大区委员会管理。

### 航空
北部-加来海峡主要的機場是里爾附近的里爾機場，原本只是區域型的轉運機場，現在有國際航線，飛往歐洲及西北非（馬格里布）等地區。

### 内陆及国际货运

#### 敦刻爾克港
敦刻爾克港是法國最大的海港之一，以總貨運量來算是第三大，若以水果及銅的進口量來看，是全法國第一大。而道达尔石油公司有修築液化天然氣載運船專用的碼頭。

#### 塞纳-北部欧洲运河
塞纳-北部欧洲运河是正在規劃中的高運量運河，連接塞纳河和阿爾勒，可以連接比利時、荷蘭及德國的其他運河。此運河預計2016年開始營運。此計劃因為其高昂的費用（46億歐元）而有許多的爭議。

## 體育

### 奧運的訓練中心
2012年倫敦奧運執委會將此地區規劃為奧運前，參賽選手的訓練基地。在奧運前一個月，許多國家將其選手送到這裡進行訓練，其中有英國的体操隊在阿尔克訓練，紐西蘭的赛艇隊在格拉沃利讷訓練，此外還有法國國家男子籃球隊及法國國家手球隊等。

### 此大區的運動
足球是此處最盛行的運動，足球俱樂部的成員超過145,000人，其中有四個俱樂部是職業的：里尔足球俱乐部及朗斯競賽會是法国足球甲级联赛的成員，瓦朗謝訥足球俱樂部是法國足球乙級聯賽的成員，而保洛尼足球俱樂部有參加法國全國聯賽。阿拉斯足球協會的女子足球已參加法國甲組女子足球聯賽。

## 主要的城市及市鎮

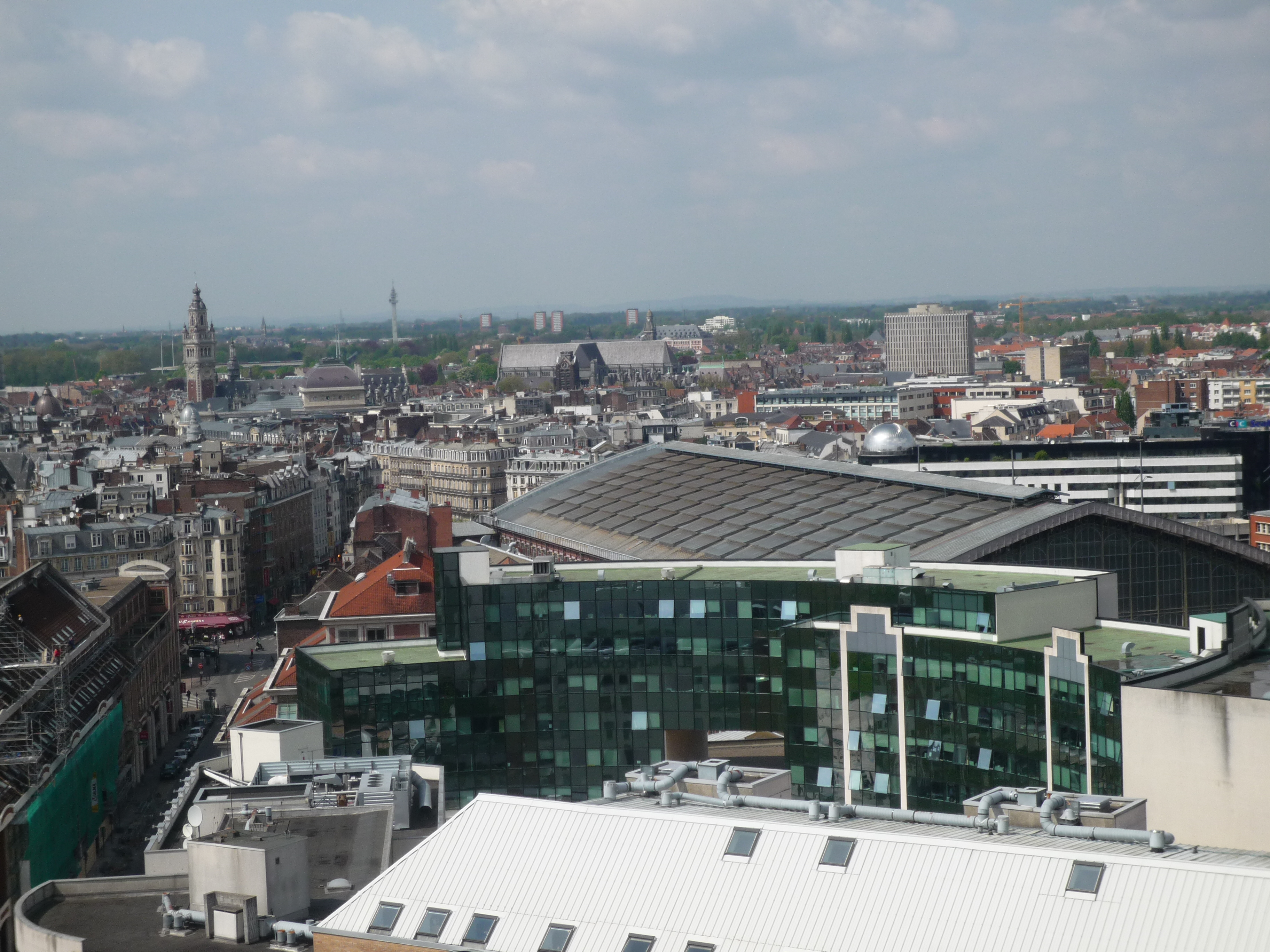
里爾，北部-加来海峡大區中最大的城市

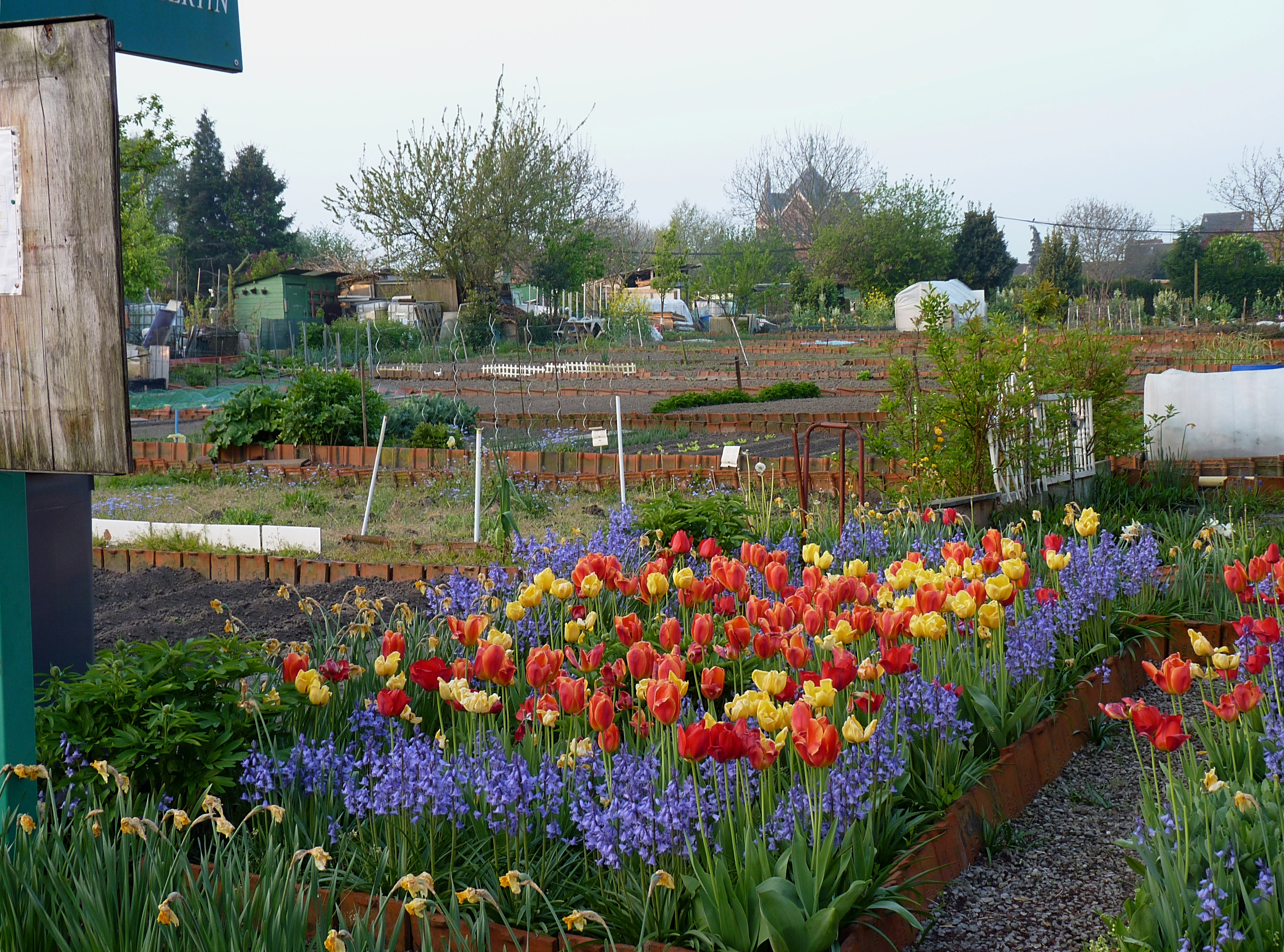
圖爾寬，圖的後面是Notre-Dame de la Marlière教堂

- 里爾有超過一百五十萬人居住。
- 亞眠
- 阿拉斯
- 滨海布洛涅
- 加来
- 康布雷
- 杜埃
- 敦克爾克
- 朗斯
- 列萬
- 马克昂巴勒尔
- 莫伯日
- 鲁贝
- 圣奥梅尔
- 图尔宽
- 瓦朗謝訥
- 阿斯克新城
- 瓦特勒洛

## 教育
里爾學區的教育系統包括有約一百萬名學生，法國北部里爾大學進行高等教育及相關研究。

## 外部連結
- Nord-Pas-de-Calais : between yesterday's resistance and today's hospitality- Official French website (in English)
- Regional Council of Nord-Pas-de-Calais（页面存档备份，存于） （法文）
- Official website: Tourism in Nord-Pas-deCalais （页面存档备份，存于）